# Hašlovice
Hašlovice, též Hošlovice (německy Hoschlowitz) je malá vesnice, část města Větřní v okrese Český Krumlov. Nachází se asi 4 km na jihovýchod od Větřní. Je zde evidováno 19 adres.
Hašlovice je také název katastrálního území o rozloze 8 km². V katastrálním území Hašlovice leží i Dobrné a Lužná.

## Historie
První písemná zmínka o vesnici pochází z roku 1310. Hašlovice byly od zavedení obecního zřízení v polovině 19. století samostatnou obci jejíž součástí byly též Bohdalovice, Dobrné a Lužná. V roce 1930 žilo v této obci 519 obyvatel. V letech 1938 až 1945 byla obec Hašlovice v důsledku uzavření Mnichovské dohody přičleněna k nacistickému Německu. Od roku 1961 jsou Hašlovce částí Větřní.